# Agustinia
Agustinia is een geslacht van sauropode dinosauriërs, die tijdens het Vroege Krijt (Aptien-Albien) leefde in het huidige Argentinië.
De typesoort Agustinia ligabuei werd in 1998 beschreven door José Fernando Bonaparte. Eerst wilde deze hem Augustia noemen, maar het bleek, zoals zo vaak, dat een kever die naam al had. Daarom werd de soort in 1999 hernoemd. De geslachtsnaam eert de ontdekker Agustin Martinelli, een student uit het opgravingsteam. De soortaanduiding eert Giancarlo Ligabue, de weldoener die de expeditie financierde.
Het opmerkelijke aan dit dier, dat zo'n vijftien meter lang was, was volgens de beschrijving uit 1999 dat hij meerdere paren stekels op de rug zou hebben, waardoor men vermoedde dat hij verwant is aan Titanosaurus; andere Titanosauria hadden ook bepantsering. Overigens is er weinig van het skelet bekend; behalve de negen vermeende pantserplaten, bestaat het holotype, MCF-PVPH-110, alleen uit een achterpoot en wat wervels. In 2012, 2013 en 2016 concludeerden onderzoekers dat de vermoedde osteodermen in werkelijkheid nekribben en ribben van de borstkas vertegenwoordigen.
Hij werd eerst ondergebracht in een familie Agustiniidae, waarin hij, als A. ligabuei, de enige soort zou zijn, maar is later verplaatst naar de Titanosauridae.